# Travis Jayner
Travis Jayner (ur. 9 maja 1982 w Moncton, Kanada) – amerykański łyżwiarz szybki, startujący w short tracku. Brązowy medalista olimpijski z Vancouver.
Startował na Igrzyskach w Vancouver. W sztafecie na 5000 metrów, razem z J.R. Celskim, Jordanem Malone, Simonem Cho i Apolo Antonem Ohno, zdobył brązowy medal. W  biegu na 1000 metrów zajął 23. miejsce.